# Rocky Point (hrabstwo Pictou)
Rocky Point – przylądek (point) w kanadyjskiej prowincji Nowa Szkocja, w hrabstwie Pictou (45°45′06″N, 63°09′06″W), wysunięty w zatokę Amet Sound, na jej południowym brzegu; nazwa urzędowo zatwierdzona 6 maja 1947.